# Kinezină

Animație reprezentând o kinezină „plimbându-se” pe un microtubul

O kinezină sau chinezină este o proteină ce aparține clasei proteinelor motoare existente în celulele eucariote. Kinezinele se mișca împreună pe microtubuli (MT) și sunt alimentate prin hidroliza adenozintrifosfatului (ATP) (deci Kinezinele sunt ATPaze). Mișcarea activă a kinezinelor suportă mai multe funcții celulare, inclusiv a mitozei, meiozei și transportare de cargo celulare, cum ar fi în transportul axonal. Cele mai multe kinezine se mișcă spre capătul pozitiv al unui microtubul, care, în cele mai multe celule, implică transportul de marfă cum ar fi componentele proteice și membrană din centrul celulei spre periferie. Această formă de transport este cunoscut sub numele de transport anterograd. În contrast, dineinele sunt proteine motoare care se deplasează către capătul negativ a microtubulilor.